# Nowaja Ljada
Nowaja Ljada (russisch Но́вая Ля́да) ist eine Siedlung städtischen Typs in der Oblast Tambow in Russland mit 5207 Einwohnern (Stand 14. Oktober 2010).

## Geographie
Der Ort gehört zum Rajon Tambowski. Er liegt etwa 13 km Luftlinie östlich der Stadtmitte des Oblast- und Rajonverwaltungszentrums Tambow am Flüsschen Ljada und dessen linkem Zufluss Talinka. Die Ljada mündet etwa 7 km südlich von rechts in den rechten Zna-Nebenfluss Lesnoi Tambow.
Nowaja Ljada ist Sitz der Stadtgemeinde (gorodskoje posselenije) Nowoljadinski possowet, zu der außerdem die sechs Siedlungen (possjolok) Berjoska (4 km nordwestlich), Georgijewski (6 km westsüdwestlich), Lesnoi (6 km westlich), Tambowski leschos („Tambower Forstwirtschaft“) und Wojensowchos „Nowaja Ljada“ („Militärsowchos Nowaja Ljada“, beide 9 km westlich an der Grenze zum Stadtkreis Tambow) sowie bei der Bahnstation Rada (3 km westlich) gehören.

## Geschichte
Der Ort wurde erstmals 1762 als nach dem dortigen Flüsschen als Ljada bezeichnete Neusiedlung urkundlich erwähnt. Ende des 18. Jahrhunderts war auch der Name Petrowskoje in Gebrauch.
Ab Dezember 1942 befand sich in der Nähe eines der größten sowjetischen Kriegsgefangenenlager des Zweiten Weltkriegs mit bis zu 100.000 Insassen gleichzeitig, neben deutschen Wehrmachtsangehörigen auch Soldaten der anderen Achsenmächte. Es war der Lagerverwaltung 188 Tambow unterstellt.
Das Dorf blieb ansonsten unbedeutend, bis dort ab den 1950er-Jahren einige Betriebe errichtet wurden. Am 7. September 1976 erhielt der Ort als Nowaja Ljada („Neu-Ljada“) den Status einer Siedlung städtischen Typs; zugleich wurde er mit den umliegenden Dörfern Staraja Ljada („Alt-Ljada“) und Malaja Talinka sowie der Siedlung Krasny vereinigt, mit denen er faktisch zusammengewachsen war.

### Bevölkerungsentwicklung
| Jahr | Einwohner |
| ---- | --------- |
| 1979 | 4291      |
| 1989 | 4820      |
| 2002 | 4997      |
| 2010 | 5207      |

Anmerkung: Volkszählungsdaten

## Verkehr
Unweit der Ortsmitte von Nowaja Ljada befindet sich der Haltepunkt 497 km (entsprechend der Entfernung ab Moskau) der auf diesem Abschnitt 1870 eröffneten Eisenbahnstrecke (Moskau –) Rjasan – Tambow – Saratow. Beim westlich gelegenen Gemeindeteil Rada liegt an der Strecke ein kleiner gleichnamiger Bahnhof, von dem ein Gleisanschluss zu einem im Waldgebiet nördlich befindlichen Lager für militärischen Raketentreibstoff und Munition abzweigt.
Durch die Siedlung verläuft die föderale Fernstraße R208 von Tambow über Kirsanow, wo eine Straße in Richtung Rtischtschewo – Saratow abzweigt, nach Pensa. Bei der Bahnstation und Siedlung Rada beginnt an der R208 die nördliche Umgehungsstraße um Tambow.